# Медведје Брдо
Медведје Брдо (словен. Medvedje Brdo, итал. Montorso) је насељено место у општини Логатец, Средњесловенска регија, Словенија.

## Историја
До територијалне реорганизације у Словенији било је у саставу старе општине Логатец.

## Становништво
У попису становништва из 2011. године, Медведје Брдо је имало 205 становника.
| Број становника према пописима | Број становника према пописима | Број становника према пописима |
| ------------------------------ | ------------------------------ | ------------------------------ |
| 1991                           | 2002                           | 2011                           |
| 199                            | 203                            | 205                            |